# International Soccer League 1962
La International Soccer League 1962 fue la III edición de la competición. Contó con la participación de 12 equipos, los cuales se dividieron en dos grupos. El primer lugar de cada grupo se enfrentó en la final, la cual se disputó a dos juegos.
El campeón del torneo fue el America Football Club de Brasil, quien logró su primer título de liga tras vencer al Clube de Futebol Os Belenenses de Portugal, por marcador de 2 goles a 1 en el primer partido y 1 gol a 0 en el segundo.

## Posiciones

### Grupo 1
| Equipo         | PJ | PG | PE | PP | GF | GC | Pts |
| -------------- | -- | -- | -- | -- | -- | -- | --- |
| America-RJ     | 5  | 3  | 2  | 0  | 11 | 8  | 8   |
| SSV Reutlingen | 5  | 3  | 1  | 1  | 6  | 1  | 7   |
| CD Guadalajara | 5  | 1  | 2  | 2  | 7  | 7  | 4   |
| Palermo        | 5  | 1  | 2  | 2  | 7  | 8  | 4   |
| Dundee FC      | 5  | 1  | 2  | 2  | 9  | 11 | 4   |
| Hajduk Split   | 5  | 1  | 3  | 1  | 8  | 10 | 3   |

### Grupo 2
| Equipo        | PJ | PG | PE | PP | GF | GC | Pts |
| ------------- | -- | -- | -- | -- | -- | -- | --- |
| Belenenses    | 5  | 4  | 1  | 0  | 14 | 6  | 9   |
| Wiener AC     | 5  | 2  | 2  | 1  | 11 | 17 | 6   |
| Panathinaikos | 5  | 1  | 3  | 1  | 9  | 12 | 5   |
| MTK Budapest  | 5  | 1  | 2  | 2  | 10 | 12 | 4   |
| Elfsborg      | 5  | 0  | 3  | 2  | 12 | 16 | 3   |
| Real Oviedo   | 5  | 0  | 3  | 2  | 7  | 10 | 3   |

## Copa
La copa American Callenge fue ganada por el club Dukla Praga quien derrotó al America Football Club por un marcador global de 3 goles a 2, el primer encuentro terminó con un empate 1-1 y el segundo con marcador de 2-1 a favor de los checoslovacos.